# Keizo Ohta
Keizo Ohta (ou Keizo Ota) est un directeur et concepteur de jeu vidéo travaillant pour la firme japonaise Nintendo.
Il a conçu le SDK de la Wii.

## Ludographie
Crédits principaux
- 1996 : Wave Race 64, programmeur principal
- 1998 : F-Zero X, designer des circuits et programmeur principal
- 2005 : Yoshi Touch and Go, directeur et game designer
- 2006 : Wii Sports, directeur
- 2012 : Nintendo Land, game designer
- 2013 : Game and Wario, game designer

Crédits secondaires
- 2002 : Super Mario Sunshine, programmeur additionnel
- 2004 : Super Mario 64 DS, programmeur additionnel
- 2006 : Wii Play, consultant en programmation
- 2007 : Wii Fit, directeur du gameplay « jogging »
- 2007 : Super Mario Galaxy, programmeur additionnel
- 2008 : Mario Kart Wii, consultant en programmation
- 2008 : Wii Music, programmeur additionnel
- 2009 : Wii Sports Resort, consultant en programmation
- 2011 : The Legend of Zelda: Skyward Sword, programmeur additionnel